# Glycyrrhizopsis
Glycyrrhizopsis là một chi thực vật có hoa trong họ Đậu.